# Sharoo
Die Sharoo AG (Eigenschreibweise: sharoo) war ein Schweizer Anbieter für privates Carsharing Peer-to-Peer.

## Funktionsweise
In privaten Autos oder Geschäftsautos wurde eine sogenannte Sharoo Box, die eigens von Sharoo entwickelt wurde, eingebaut. Eine Mobile App ermöglichte einerseits das Suchen und Buchen von Autos per Internet, andererseits das Öffnen und Schliessen des Autos per Bluetooth. Der Vermieter bestimmte dabei die Preise und die verfügbaren Zeiten.

## Geschichte
Die Plattform Sharoo wurde ab 2011 von dem Unternehmen M-Way AG, einer Tochtergesellschaft des Detailhandelskonzerns Migros, die auf Elektrovelos spezialisiert ist, entwickelt. Im Juni 2012 testete M-Way Sharoo bei einem Beta-Test mit einer geschlossenen Community. 2013 wurde Sharoo als Aktiengesellschaft ausgegliedert und die Schweizerische Mobiliar beteiligte sich am Kapital des Startups. Ein Jahr später erwarb die Mobility Genossenschaft eine Beteiligung an Sharoo. Nach einer zweijährigen Projektphase lancierte Sharoo am 6. Mai 2014 die Plattform mit rund 70 Autos in den Städten Zürich, Bern und Luzern. Im Juli 2015 expandierte Sharoo in die Westschweiz und ab August 2015 hatte neben dem damaligen Mehrheitsaktionär Migros, der Berner Versicherung Mobiliar und der Carsharing-Organisation Mobility auch die AMAG-Gruppe Beteiligungen an der Migros-Tochter. 2017 wurde erstmals gestartet, dass ein geleastes Auto an Dritte weiter vermietet werden kann. Zusammen mit der Kredit- und Leasingfirma Cashgate lancierte Sharoo eine Kooperation. AMAG löste die Migros im Sommer 2017 als Mehrheitsaktionär ab. Anfang 2019 übernahm AMAG zudem das sharoo-Aktienpaket von Mobility.
Aufgrund mangelnder Nutzerzahlen stellte Sharoo per 20. Mai 2020 den Betrieb ein. Die Kosten für den Ausbau der deaktivierten Sharoo Box wurde von dem Unternehmen nicht übernommen. Die AMAG-Gruppe bewarb beim Sharoo-Kundennetz einen Wechsel auf das Carsharing-Angebot von Europcar.

## Auszeichnung
2016 erhielt Sharoo den Frost & Sullivan Best Practices Awards, der Unternehmen in regionalen Märkten in den Bereichen Führung, technologische Innovation, Kundenservice und strategische Produktentwicklung auszeichnet.